# Exorista frons
Exorista frons är en tvåvingeart som beskrevs av Chao 1964. Exorista frons ingår i släktet Exorista och familjen parasitflugor. Inga underarter finns listade i Catalogue of Life.